# Sigismund von Reischach
Sigismund von Reischach (Bécs, 1809. február - Bécs, 1878. február 28.) osztrák császári és királyi altábornagy, tiszteletbeli táborszernagy.

## Élete
Ős, nemesi, 1724-óta bárói család sarjaként látta meg a napvilágot. Apja altábornagy és Lajos főherceg főudvarmestere volt.
Katonai szolgálatát 1828-ban kezdte meg a 2. vadászzászlóalj hadnagyaként. 1831-ben áthelyezték a 38. gyalogezredhez, ahol 1831-ben főhadnaggyá léptették elő. 1832-ben a magyar legénységű 2. gyalogezredhez helyezték át, itt lépett elő 1841-ben őrnaggyá. A következő évben egy gránátos zászlóalj parancsnokának nevezték ki. 1844-ben lett alezredes, 1846-ban a 7. gyalogezred ezredesévé és parancsnokává nevezték ki.
Részt vett 1848 márciusában a milánói forradalom leverésében, május 6-án a Santa Lucia-i ütközetben. Mind a kettőnél kitüntette magát. Május 29-én Montanaránál (ma: Curtatone) a falu sánccal védett bejáratának bevételéért kapta meg a Katonai Mária Terézia-rend lovagkeresztjét. Hasonlóképen kitűnően harcolt Vicenza bevételénél, ahol meg is sebesült, a sonai és sommacampagnai ütközetben, a custozzai csatában és Milánó bevételénél. 1849. április 30-án vezérőrnaggyá léptették elő.
1849 májusában Magyarországra vezényelték. A II. hadtest dandárparancsnoka volt, június 16-án Bősnél kitüntette magát. 1849 június végétől az I. hadtest dandárparancsnoka volt és részt vett június 28-án a Győr elleni támadásban. A július 2-i komáromi csatát lényegében Reischach támadása provokálta ki, melyet a monostori sáncok megszállására indított. A magyar visszacsapás majdnem végzetessé vált dandárja számára. A csorbát június 11-én vívott 3. komáromi csatában köszörülte ki, ahol Ács község és az ácsi erdő térségében harcolt. Dandárjával ott volt a Nagysándor József által vezetett I. hadtest ellen augusztus 10-én vívott Németság–Újsági ütközetben. A szabadságharc után előbb dandár-, majd hadosztályparancsnok volt az itáliai császári és királyi hadseregben. 1853-ban altábornaggyá léptették elő, 1857-ben pedig megkapta a 21. gyalogezred ezredparancsnokságát.
1859-ben kinevezték a XIII. hadtest parancsnokává. A magentai ütközetben súlyosan megsebesült. 1860-tól az V. hadtest hadosztályparancsnoka volt, 1862-ben ideiglenesen nyugállományba helyezték. 1873-ban tiszteletbeli táborszernagyi kinevezést kapott. 1878. november 28-án Bécsben halt meg.

## Külső hivatkozás
- Német nyelvű életrajz